# Karolina Muller
Karolina Muller, także K. Müller (ur. 10 lutego 1981 w Elblągu) – polsko-amerykańska modelka, aktorka, działaczka społeczna.

## Kariera
Karierę w modelingu rozpoczęła w wieku 14 lat, dzięki pewnej fotografce spotkanej przypadkiem podczas wakacji spędzanych w Danii. Muller otrzymała wtedy adres do nowojorskiej agencji Elite Model Management. Po powrocie do kraju za namową bliskich wysłała swoje zdjęcia. Po ich pozytywnym odbiorze, fotografka paryskiego oddziału firmy przyleciała do Polski na spotkanie z Muller, podczas którego wykonała jej fotografie potrzebne do dalszej rekrutacji. 
Krótko po tym modelka zdecydowała się na przeprowadzkę do Francji. Rok później wystąpiła na pierwszym w swoim życiu wybiegu – marki Versace, obok takich top-modelek jak Naomi Campbell. Następnie jej zdjęcia opublikowano w takich czasopismach jak: włoski Vogue, francuski Vogue, W, Elle, Marie Claire, Glamour. 
Pozowała dla uznanych na świecie fotografów: Peter Lindbergh, Paolo Roversi, Patrick Demarchelier i wielu innych. Po kilkunastu latach kariery miała na swoim koncie współpracę z takimi uznanymi markami jak: Chanel, Dior, Valentino, Giorgio Armani, Emanuel Ungaro, Ralph Lauren. Uczestniczyła w wielu kampaniach reklamowych, między innymi: Ray-Ban, Versace, Valentino.
Pod koniec lat dziewięćdziesiątych za namową swojej managerki spróbowała swoich sił w branży filmowej.
Karolina Muller jest także zaangażowana społecznie, wspierała wydarzenia charytatywne takich organizacji jak: Human Rights First, Robinhood Foundation, Action Innocence. Na co dzień mieszka w Szwajcarii.